# 나치 독일의 특수목적차량 목록
특수목적차량(독일어: Sonderkraftfahrzeug; Sd.Kfz. 존더크라프트파으어초이크[*])이라는 단어는 제2차 세계 대전 당시 나치 독일군에서 기갑전투차량 및 기타 군용 차량에 부여하는 제작 기호로 사용되었다.

## 명칭
- Sd.Kfz. 2 (케텐크라트 경반궤도 차량 케텐크라프트라드라고도 불림) 
  - Sd.Kfz. 2/1 (야전 전선 가설형)
  - Sd.Kfz. 2/2 (중 전선 가설형)
- Sd.Kfz. 3(마울티어[주 1]) 반궤도 화물수송차
  - Sd.Kfz. 3a (2톤 오펠 트럭 기반 반궤도차량)
  - Sd.Kfz. 3b (2톤 포드 트럭 기반 반궤도차량)
  - Sd.Kfz. 3c (2톤 KHD 트럭 기반 반궤도차량)
- Sd.Kfz. 4 (4.5톤 트럭 기반 반궤도장갑차)
  - Sd.Kfz. 4/1 (15 cm 네벨베르퍼 42발 로켓발사기를 탑재한 차량)
- Sd.Kfz. 6 (공병용 5톤 중형 반궤도장갑차)
  - Sd.Kfz. 6/1 (포병용 5톤 중형 반궤도장갑차)
  - Sd.Kfz. 6/2 (3,7 cm 대공포 탑재 자주대공포)
- Sd.Kfz. 7 (8톤급 중형 반궤도차량)
  - Sd.Kfz. 7/1 (플라크피어링 38호(Flakviering 38 , FlaK 38 4연장 버전) 2 cm 기관포를 탑재한 자주대공포)
  - Sd.Kfz. 7/2 (3,7 cm 대공포 탑재형)
- Sd.Kfz. 8 [12톤 중(重)반궤도차량]
- SdKfz 9 [18톤 중(重)반궤도차량]
  - Sd.Kfz. 9/1 (6톤급 크레인 설치차량)
  - Sd.Kfz. 9/2 (10톤급 크레인 설치차량)
- Sd.Kfz. 10 (1톤 반궤도차량)
  - Sd.Kfz. 10/1 (화학전용 가스탐지 차량)
  - Sd.Kfz. 10/2 (화학전용 제독 차량)
  - Sd.Kfz. 10/3 (화학전용 제독 분무기 차량)
  - Sd.Kfz. 10/4 (2 cm FlaK 30 대공기관포 탑재, 자주대공포)
  - Sd.Kfz. 10/5 (2 cm FlaK 38 대공기관포 탑재, 자주대공포)
- Sd.Kfz. 11 (3톤 반궤도차량)
  - Sd.Kfz. 11/1 (연막발생차)
  - Sd.Kfz. 11/2 (중형 제독 차량)
  - Sd.Kfz. 11/3 (중형 제독 분무기 차량)
  - Sd.Kfz. 11/4 (연막발생차)
  - Sd.Kfz. 11/5 (중형 화학전 탐지 차량)
- Sd.Kfz. 101 (1호 전차 A/B형, 경전차)
- Sd.Kfz. 111 (1호 전차 탄약운반차)
- Sd.Kfz. 121 (2호 전차 A형 ~ F형까지 경전차)
- Sd.Kfz. 122 (2호 전차 화염방사형)
- Sd.Kfz. 123 (2호 전차 L형 "룩스 Luchs" 수색 및 정찰용 경전차. 푸마 장갑차(Sd.Kfz. 234) 시리즈의 등장으로 100대가 생산됨)
- Sd.Kfz. 124 (베스페 자주포 10.5 cm 포 탑재)
- Sd.Kfz. 131 (마르더 2 7.5 cm 대전차포 탑재 대전차자주포)
- Sd.Kfz. 132 (마르더 2 76.2 mm 대전차포 탑재 대전차자주포)
- Sd.Kfz. 135 (노획한 로렌 37L 궤도식 수송차량)
  - Sd.Kfz. 135/1 (15 cm 곡사포 탑재 자주포)
- Sd.Kfz. 138 (마더3 구축전차 7.5 cm 대전차포 탑재 대전차자주포)
  - Sd.Kfz. 138/1 (그릴레 자주포 15 cm 보병포 탑재 자주포)
  - Sd.Kfz. 138/2 (헤처 구축전차 38(t) 전차 차체 이용)
- Sd.Kfz. 139 (76.2 mm 대전차포 탑재 마더(마르더)3 구축전차)
- Sd.Kfz. 140 (38(t) 대공전차, 38(t) 전차 차체에 2 cm 대공기관포를 탑재한 자주대공포)
  - Sd.Kfz. 140/1 (38(t) 전차 기반 기갑정찰차량)
- Sd.Kfz. 141 (3호 전차)
  - Sd.Kfz. 141/1 (5 cm L/60 주포 탑재 3호 전차)
  - Sd.Kfz. 141/2 (7.5 cm L/24 주포 탑재 3호 전차)
- Sd.Kfz. 142 (3호 돌격포, 7.5 cm L/24 주포 탑재)
  - Sd.Kfz. 142/1 (3호 돌격포 7.5 cm L/43 또는 L/48 주포 탑재)
  - Sd.Kfz. 142/2 (StuH 42, 3호 돌격포에 10.5 cm L/28 주포 탑재)
- Sd.Kfz. 143 (3호 전차 개조 포병용 관측차)
- Sd.Kfz. 161 (4호 전차, 7.5 cm L/24 주포 탑재)
  - Sd.Kfz. 161/1 (7.5 cm L/43 주포 탑재형)
  - Sd.Kfz. 161/2 (7.5 cm L/48 주포 탑재형)
  - Sd.Kfz. 161/3 (뫼벨바겐 3.7 cm 대공포 탑재 자주대공포)
  - Sd.kfz. 164/4 (비르벨빈트 2 cm 플라크피어링38( 38호 대공포 (Flak 38) 4연장 버전) 대공포 탑재 대공전차)
- Sd.Kfz. 162 (4호 전차 기반 7.5 cm L/48 주포 탑재 전차 구축차) 4호 구축전차
  - Sd.Kfz. 162/1 (7.5 cm L/70 주포 탑재 4호 구축전차)
- Sd.Kfz. 164 (나스호른 구축전차(판저예거) 88mm L/71 주포 탑재)
- Sd.Kfz. 165 (훔멜 자주포 15 cm 포 탑재 자주포)
- Sd.Kfz. 166 (브룸베어 돌격포 15 cm 보병포 탑재 자주포)
- Sd.Kfz. 167 (4호 돌격포 7.5 cm L/48 주포 탑재 자주포)
- Sd.Kfz. 171 (5호 전차 판터)
- Sd.Kfz. 172 (5호 전차 판터의 돌격포 슈트름판터  제안형)
- Sd.Kfz. 173 (5호 구축전차 야크트판터 8.8 cm L/71 Pak 43 대전차포 탑재 구축전차)
- Sd.Kfz. 179 (5호 전차 판터의 구난전차형 베르게판터)
- Sd.Kfz. 181 (6호 전차 티거 1 FlaK 36 대공포 탑재 중전차
- Sd.Kfz. 182 (6호 전차 B형 티거 2 헨셸 포탑)
- Sd.Kfz. 183 (6호 전차 B형 티거 2 포르쉐 포탑)
- Sd.Kfz. 184 (페르디난트/엘레판트 구축전차(Vk 45.01 (P) 차체 이용)
- Sd.Kfz. 185 (6호 구축전차 야크트티거 8.8 cm L/71 주포 탑재 구축전차)
- Sd.Kfz. 186 (야크트티거의 주포를 12.8 cm L/55 Pak 44 주포로 교체한 구축전차)
- Sd.Kfz. 205 [8호 전차 마우스 초중전차 - 프로토타입 2대만 만들어짐(현재 전세계에 단 1대만 남아있는 초중전차)]
- Sd.Kfz. 221 [7.92 mm 기관총 탑재 경장갑차(Leichter Panzerspahwagen)]
- Sd.Kfz. 222 (2 cm L/55 주포 탑재형 정찰용 경장갑차)
- Sd.Kfz. 223 (무선 통신 중계용 경장갑차)
- Sd.Kfz. 231 6-rad [2 cm L/55 주포 탑재 6륜 중장갑차(Schwerer Panzerspahwagen)]
- Sd.Kfz. 231 8-rad [2 cm L/55 주포 탑재 8륜 중장갑차(Schwerer Panzerspahwagen)]
- Sd.Kfz. 232 6-rad [무선 통신 중계용 6륜 중장갑차(Schwerer Panzerspahwagen)]
- Sd.Kfz. 232 8-rad [무선 통신 중계용 8륜 중장갑차(Schwerer Panzerspahwagen)]
- Sd.Kfz. 233 [5 cm 주포 탑재 중장갑차(Schwerer Panzerspahwagen)]
- SdKfz 234 [중장갑차(Schwerer Panzerspahwagen)]

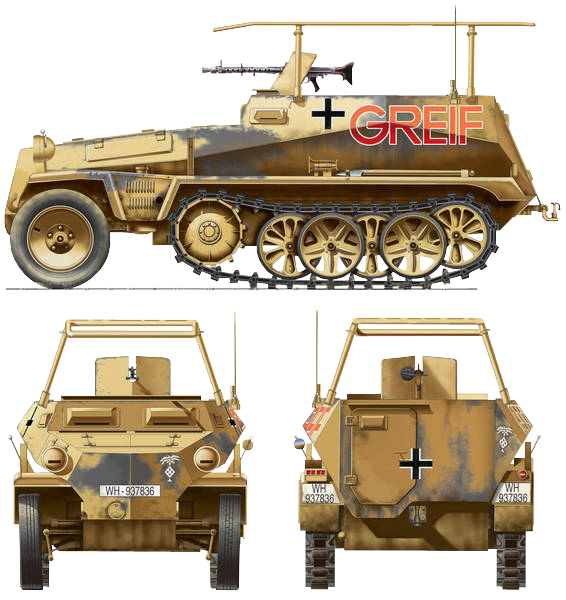
에르빈 롬멜의 Sd.kfz 250/3 GREIF

  - Sd.Kfz. 234/1 (2 cm KwK 30 55구경장 기관포 탑재 중장갑차)
  - Sd.Kfz. 234/2 (5 cm 60구경장 포 탑재 중장갑차)
  - Sd.Kfz. 234/3 (7.5 cm 24구경장 포 탑재 중장갑차)에르빈 롬멜의 Sd.kfz 250/3 GREIF
  - Sd.Kfz. 234/4 (7.5 cm 46구경장 포 탑재 중장갑차)
- Sd.Kfz. 247 (참모진 장갑차)
- SdKfz 250 하노마크 (장갑 반궤도 장갑차)
  - Sd.Kfz. 250/1 (표준 병력 수송형)
  - Sd.Kfz. 250/2 (케이블 가설형)
  - Sd.Kfz. 250/3 (무선통신형) 사막의 여우 에르빈 롬멜 장군의 Sd.kfz. 230/3에는 "GREIF 그리프"라는 별명이 붙었다.
  - Sd.Kfz. 250/4 (2연장 대공기관총 탑재형)
  - Sd.Kfz. 250/5 (관측임무용)
  - Sd.Kfz. 250/6 (수색용)
  - Sd.Kfz. 250/7 (박격포 탑재형)
  - Sd.Kfz. 250/8 (7.5 cm L/24 포 탑재형)
  - Sd.Kfz. 250/9 (2 cm L/55 기관포 탑재형)
  - Sd.Kfz. 250/10 (3.7 cm 대공포 탑재형)
  - Sd.Kfz. 250/11 (28 mm 대전차포 탑재형)
  - Sd.Kfz. 250/12 (포병용 관측차량)
- SdKfz 251 하노마크 (기갑척탄병 지원 및 수송용 중형 장갑 반궤도 장갑차)(A,B,C,D형) * 미군이 진격하는 독일군을 발견했을 때 Sd.kfz 251 시리즈가 함께 있었을 정도로 전장에서 흔한 장갑차였다. 일반적으로 Sd.kfz. 251에는 운전자, 소대장, 10명의 기갑척탄병 총 12명이 탑승할 수 있었다.

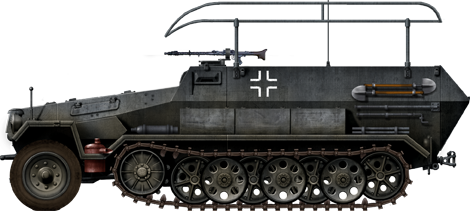
하인츠 구데리안의 전용 Sd.kfz 251/6 B형

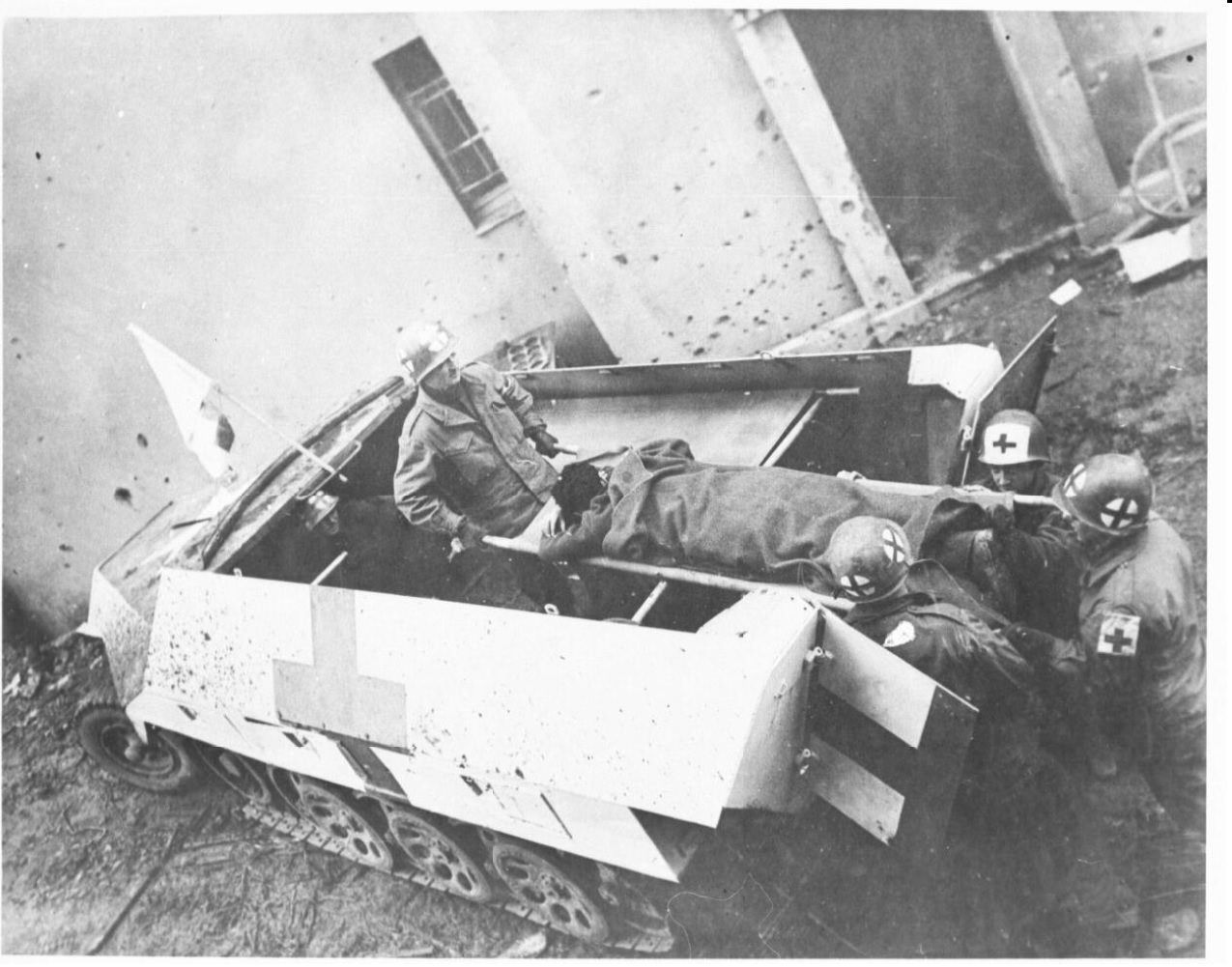
Sd.kfz 251/8 크랑켄판저바겐.미군이 독일군에게서 노획한 크랑켄판저바겐을 사용중이다.

- - Sd.Kfz. 251/1 (표준형 병력 수송 장갑차 미틀러쉬첸바겐)
  - Sd.Kfz. 251/2 [8.1 cm 박격포와 66개의 박격포탄 운반용 쉬첸판저바겐(그라나트베르퍼)]
  - Sd.Kfz. 251/3 [무선통신용 미틀레코만도판저바겐(펑크판저바겐) FuG8+FuG5 라디오(I,II), FuG1+FuG7 라디오(III), FuG11+FuG12 라디오(IV)]
  - Sd.Kfz. 251/4 (보병포 견인용. 5 cm PaK 38 대전차포, 7.5 cm PaK 40 대전차포, 10.5 cm LeFH 18 곡사포 견인용)
  - Sd.Kfz. 251/5 (공병 장갑차. 부교와 보트를 운반하기 위해 쓰였다)
  - Sd.Kfz. 251/6 (지휘장갑차 A, B형을 기반으로 한 지휘장갑차. 프랑스 침공(1940) 당시 하인츠 구데리안이 Sd.Kfz. 251/6 B형을 개인차량으로 사용했다)
  - Sd.Kfz. 251/7 [공병 장갑차 다리(bridge) 경사로와 보트를 운반하게위한 공병장갑차]
  - Sd.Kfz. 251/8 (구급형 크랑켄판저바겐 krankenpanzerwagen  부상당한 인원4명, 누운 2명, 경상을 입은 군인10명, 그리고 4명이 앉아서 탈 수 있었다. 두번째 버전은 장거리교신용 FuG 5 라디오 장착. A, B, C형을 기반으로 제작)
  - Sd.Kfz. 251/9 [7.5 cm L/24 주포 탑재 "Stummel 슈툼멜(그루터기 라는 뜻)" ME 323 GIGANT 수송기로 수송할 수 있었다. 3호 돌격포 주포와 동일한 7.5 cm 주포 탑재]
  - Sd.Kfz. 251/10 [3.7 cm Pak 36 대전차포 탑재. 기갑척탄병(Panzergrenaider) 지원용 반궤도장갑차]Sd.kfz 251/8  크랑켄판저바겐.미군이 독일군에게서 노획한 크랑켄판저바겐을 사용중이다.Sd.Kfz. 251/11 (전화선 가설형. C형을 기반으로 만들어짐)
  - Sd.Kfz. 251/12 ~ Sd.Kfz. 251/15, Sd.Kfz. 251/18 포병 보조차량
  - Sd.Kfz. 251/12 (포병용 관측차량)
  - Sd.Kfz. 251/13 (포병용 청음 차량)
  - Sd.Kfz. 251/14 (샬라우스베르테판처바겐 Schalluswertepanzerwagen 포병용 청음차량 Sd.kfz. 251/13과 동일한 버전)
  - Sd.Kfz. 251/15 (포병 관찰형)
  - Sd.Kfz. 251/16 (화염방사형. 2개의 1.4 cm 화염방사기 탑재. 1943년 1월에 도입됨. C형과 D형을 기반으로 제작)
  - Sd.Kfz. 251/17 (2 cm L/55 Flak 38 기관포 탑재)
  - Sd.Kfz. 251/18 (포병 관측차량)
  - Sd.Kfz. 251/19 (전화 교환 차량)
  - Sd.Kfz. 251/20 [적외선 탐조등 차량(인프라쉐인베르퍼)]
  - Sd.Kfz. 251/21 (3연장 MG 151 기관포 탑재형)
  - Sd.Kfz. 251/22 (7.5 cm L/46 or L/48 Pak 40 대전차포 탑재)
  - Sd.Kfz. 251/23 (수색용 차량으로 계획된 것이지만, 생산되지는 않았다. Sd.Kfz. 234/1, Sd.Kfz. 222와 유사하게 포탑에 2 cm FlaK 38 기관포를 탑재했다)
- Sd.Kfz. 252 (탄약운반차)
- Sd.Kfz. 253 (포병관측용 경장갑차)
- Sd.Kfz. 254 (궤도식 또는 바퀴식 관측차량)
- Sd.Kfz. 260 (무선통신차)
- Sd.Kfz. 261 (무선통신차)
- SdKfz 263 6-rad (6륜 중장갑 무선통신차)
- SdKfz 263 8-rad (8륜 중장갑 무선통신차)
- Sd.Kfz. 265 (1호 전차 지휘전차)
- Sd.Kfz. 266 (3호 전차 지휘전차. FuG 6 무전기와 FuG 2 무전기 장착)
- Sd.Kfz. 267 (3호 전차, 5호 전차 판터 및 티거 1 지휘전차. FuG 6 무전기와 FuG 8 무전기 장착)
- Sd.Kfz. 268 (3호 전차, 5호 전차 판터 및 티거 1 지휘전차. FuG 6 무전기와 FuG 7 무전기 장착)
- Sd.Kfz. 300 (미넨라움바겐B II 원격조정 지뢰제거차)
- Sd.Kfz. 301 [보르크바르트B IV(Borgward B IV) 원격 조종 파괴차량]
- Sd.Kfz. 302/303 (골리아트 무선조종 자폭차량 Goliath tracked mine)
- Sd.Kfz. 304 (슈프링거 무선조종 파괴차)
- Sd.Kfz. 305 (오펠 블리츠 3톤 트럭)

## 같이 보기
- 제2차 세계 대전 중 독일군 기갑차량 목록